# Авока (Висконсин)
Авока (енгл. Avoca) град је у америчкој савезној држави Висконсин.

## Демографија
По попису из 2010. године број становника је 637, што је 29 (4,8%) становника више него 2000. године.
| Група             | 2000.       | 2010.       |
| Белци             | 595 (97,9%) | 606 (95,1%) |
| Афроамериканци    | 0 (0,0%)    | 2 (0,3%)    |
| Азијати           | 7 (1,2%)    | 11 (1,7%)   |
| Хиспаноамериканци | 3 (0,5%)    | 12 (1,9%)   |
| Укупно            | 608         | 637         |